# Brigade La Fayette
Ne doit pas être confondu avec Escadrille La Fayette ou Task force Lafayette (Guerre d'Irak).
Pour les articles homonymes, voir Lafayette.
La brigade La Fayette (ou Task force La Fayette) est une unité interarmes et interarmées de circonstance des forces françaises en Afghanistan qui a été officiellement créée le 1er novembre 2009 dans le cadre d'une profonde réorganisation du dispositif français. Elle rassemble la majeure partie des unités de l'armée de terre française engagées dans la guerre d'Afghanistan de 2001 au sein de la Force internationale d'assistance et de sécurité (ISAF). On assiste depuis 2011 à une baisse des effectifs avec le retrait programmé des forces de l'ISAF et elle est dissoute fin novembre 2012 après le retrait des forces combattantes françaises de Kapisa.

## Généralités

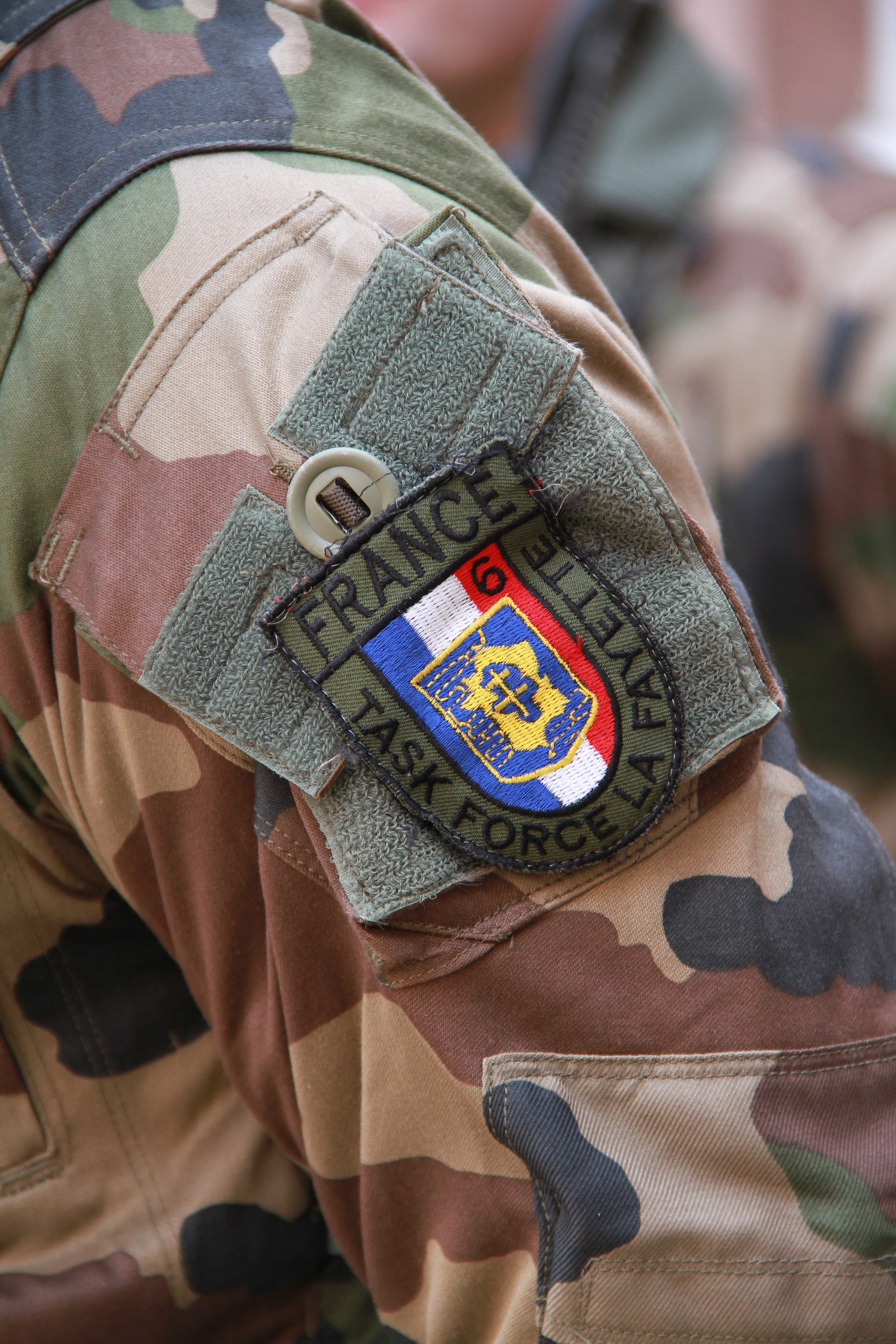
Insigne de la Task Force La Fayette.

Le nom se réfère à Gilbert du Motier de La Fayette.
Le quartier-général de cette brigade se trouve sur la base opérationnelle avancée (FOB, Forward Operating Base) Morales-Frazier à Nijrab, en Kapisa. Son premier commandant (1er novembre 2009 - 29 avril 2010) a été le général de brigade Marcel Druart (promu à ce grade le 20 juin 2008) de la 27e brigade d'infanterie de montagne, remplacé par le général de brigade Pierre Chavancy (promu à ce grade le 1er juillet 2009) de la 3e brigade mécanisée, les missions sur zone étant alors de six mois. Il est remplacé le 27 octobre 2010 par le général Jean-François Hogard patron de la brigade de Marine (9e BLBMa) qui sera à son tour relevé le 17 mai 2011 par le général Emmanuel Maurin commandant auparavant la 11e brigade parachutiste qui devait rester en poste un an, mais qui a été remplacé au bout de quatre mois par le général Lapasset chef de la 1re brigade mécanisée.
Elle a pour zone de responsabilité les districts de Saroubi (ou Surobi) et la province de Kâpîssâ, ou Kapisa, dans l'Est de l'Afghanistan. Elle est placée jusqu'en mi-2011 sous le commandement de la 82e division aéroportée de l'US Army, basé à Bagram, qui est responsable du Regional Command - East (RC-E) (et qui a sa garnison à Fort Bragg près de la ville de Fayetteville (Caroline du Nord)). La Task Force La Fayette est l’une des 5 brigades placées sous l’autorité du Commandement Régional Est. Cette division est relevée depuis mai 2011 par la 1re division de cavalerie américaine.
Dans la nomenclature ISAF, pour se raccorder avec les appellations des brigades américaines et leurs bataillons de combat de même niveau hiérarchique en RC-East, la brigade est dénommée "task force", et ses deux GTIA sont dénommés "battle-group". L'utilisation des termes "task force" pour les GTIA (task force Altor, Korrigan, etc.) est abandonnée.
Elle compte deux groupements tactiques interarmes (GTIA) à trois compagnies d'infanterie avec appuis : 
- le GTIA Kapissa créé en août 2008. Celui-ci aurait tué environ 150 insurgés entre octobre 2008 et octobre 2009 pour la perte de 4 des siens[5].
- le GTIA Surobi constitué des unités de combat stationnées auparavant à Kaboul (BatFra).

Les effectifs, alors environ 2 800 militaires, sont principalement répartis entre : 
- en Kapisa : la FOB de Nijrab (PC de la brigade), la FOB de Tagab (PC du GTIA Kapissa) et la FOB Hutnik sur le parallèle 46.
- en Surobi : la FOB Tora (PC du GTIA Surobi) et le COP (Combat Outpost, poste de combat) Rocco en vallée d’Uzbin.
- à Kaboul : le bataillon d’hélicoptères basé à l'aéroport international et le bataillon de commandement et de soutien basé au Camp de Warehouse.

Quatorze autres COP sont également utilisés, conjointement avec l'Armée nationale afghane (ANA) : 
- dix en Kâpîssâ : un en vallée de l'Afghanya, trois en vallée d'Alasaï (les COP Shekut, Alasay et Belda) et six en vallée de Tagab (dont le cop 51).
- quatre en Surobi : trois en vallée d’Uzbin et le COP 42 à Naghlu.

La brigade regroupe environ 75 % des effectifs français présents sur le territoire afghan.
De plus, les OMLT françaises qui travaillaient dans le Wardak et le Lôgar ont permuté avec les ETT (Embedded Training Team, système américain équivalent aux OMLT qui en sont la déclinaison multinationale) qui opéraient dans la zone de responsabilité de la brigade. Celle-ci travaille donc en étroite collaboration avec les militaires afghans des Kandaks de la 3e brigade du 201e corps de l'ANA déployés en Kapisa et Surobi avec leurs OMLT françaises. Ces OMLT ont vu leur effectif fortement réduit depuis fin 2011. 
Les gendarmes chargés de la formation de la police afghane sont également intégrés, pour la majorité, dans la zone de responsabilité de la brigade.
Début avril 2012, la TFLF compte encore 2 200 personnels en Surobi et Kapisa, malgré les deux SGTIA et des éléments isolés qui ont déjà été retirés depuis octobre 2012. En Surobi, il resterait 450 soldats, tandis qu'en Kapisa, on trouverait un millier d'hommes, répartis aux deux tiers à Nijrab.
Plusieurs dizaines de véhicules ont été rapatriés depuis 2011, mais on note l'arrivée en juin 2012 de 32 VAB Ultima.

## Liste des commandants
|    | Nom                            | Début             | Fin              |
| -- | ------------------------------ | ----------------- | ---------------- |
| 1. | Général Marcel Druart          | 1er novembre 2009 | 27 octobre 2010  |
| 2. | Général Pierre Chavancy        | 29 avril 2010     | 27 octobre 2010  |
| 3. | Général Jean-François Hogard   | 27 octobre 2010   | 17 mai 2011      |
| 4. | Général Emmanuel Maurin        | 17 mai 2011       | 15 octobre 2011  |
| 5. | Général Jean-Pierre Palasset   | 15 octobre 2011   | 14 avril 2012    |
| 6. | Général Éric Hautecloque-Raysz | 14 avril 2012     | 25 novembre 2012 |

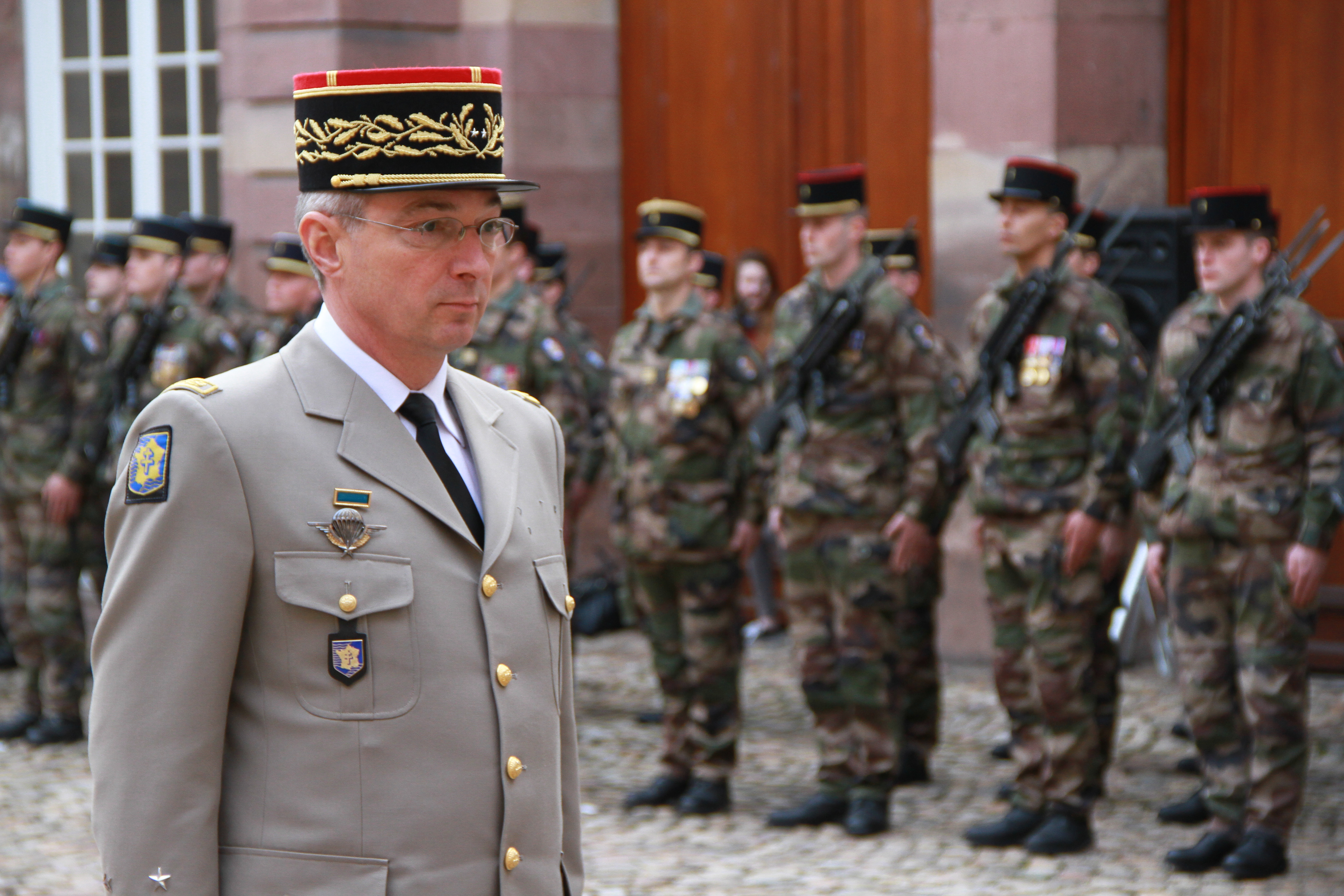
Le général Éric Hautecloque-Raysz, lors de la prise d’armes au Palais du gouverneur militaire de Strasbourg, le 31 janvier 2013, en présence du général Bertrand Ract-Madoux, chef d’état-major de l’armée de terre à l’occasion du retour en France de la Task force La Fayette.

Le 1er décembre 2012, le général de brigade Francisco Soriano a pris le commandement de l’état-major Pamir pour six mois. Un échelon de commandement des Forces françaises en Afghanistan unique qui succède à celui de la brigade La Fayette.

## Composition
Pour des raisons diverses, certaines capacités ne sont pas chiffrées ni évoquées ainsi que les unités déployant peu de personnels.

### Mandat hiver 2009/2010
| Composantes                                                                              | Effectifs   | Équipements / Notes                                                                                            |
| ---------------------------------------------------------------------------------------- | ----------- | --- |
| # État-Major                                                                             | 120         | Commandé par le général Marcel Druart Provient majoritairement de la 27e BIM                                   |
| # GTIA Surobi code Battle Group Altor                                                    | 850 environ | Commandé par le colonel Eric Bellot des Minières                                                               |
| 2e REP                                                                                   | 600         | Élection Président Karzai et disparition de 2 journalistes Français puis remplacé par 2 REP en janvier 2010    |
| Génie : 17e RGP                                                                          | 71          | MPG, VAB génie                                                                                                 |
| Artillerie : 35e RAP                                                                     | 81          | 2 Caesar, Mortiers de 120 mm                                                                                   |
| Sous groupement blindé : 1er RHP                                                         | 134         | 3 AMX-10 RC + 2                                                                                                |
| # GTIA Kapisa code Battle Group Black Rock                                               | 750 environ | Commandé par le colonel Vincent Pons                                                                           |
| 13e BCA                                                                                  | 550         | VHM, VAC, GCM                                                                                                  |
| Génie : 2e REG                                                                           | 90          | |
| Artillerie : 93e RAM                                                                     | 60          | 2 x 2 Caesar, Mortiers de 120 mm                                                                               |
| Sous groupement blindé : 4e RCh                                                          | 82          | 3 AMX-10 RC, VAB C20                                                                                           |
| # Bataillon d’hélicoptères (BATHELICO) code Task Force Mousquetaire                      | 140 environ | Basé à l'aéroport international de Kaboul                                                                      |
| 5e RHC                                                                                   | 70          | 3 EC-665 Tigre, 2 AS-532 Cougar                                                                                |
| 4e RHFS                                                                                  | 20 - 30     | 2 EC-725 Caracal                                                                                               |
| 5e RHC                                                                                   | 20 - 30     | 3 Gazelle Viviane                                                                                              |
| EH 1/67                                                                                  | nc          | 1 EC-725 Caracal                                                                                               |
| CPA 20 / CPA 30                                                                          | 10          | |
| # Bataillon de Commandement et de Soutien (BCS) code Battle Group Vulcain                | 450 environ | Commandé par le chef de corps du 4e RMAT Basé au Camp de Warehouse                                             |
| # Capacités diverses                                                                     | nc          | |
| TACP CPA Air                                                                             | nc          | VAB TACP |
| Rôle 3 Service de santé des armées                                                       | 80 environ  | Basé à l'aéroport international de Kaboul                                                                      |
| Détachement Génie militaire                                                              | nc          | 2 Souvim, 3 Buffalo                                                                                            |
| Équipes engin explosif improvisé (19e RG et 31e RG)                                      | 6           | 2 VAB EOD, robot Packbot 510                                                                                   |
| Brigade de renseignement et de guerre électronique (61e régiment d'artillerie et divers) | 100 environ | 7 Systèmes de drone tactique intérimaire (8 théoriques)                                                        |
| Transmissions (40e régiment de transmissions et divers)                                  | 100 environ | |
| POMLT Escadron 17/1 de Satory et Escadron 23/9 de Chauny                                 | 150         | 5 sites en Kapisa, en Surobi puis à Mahmud-e-Raqi Une équipe à 50 est déployée à l'école Mazar-e-Charif (RC-N) |

### Mandat été 2010

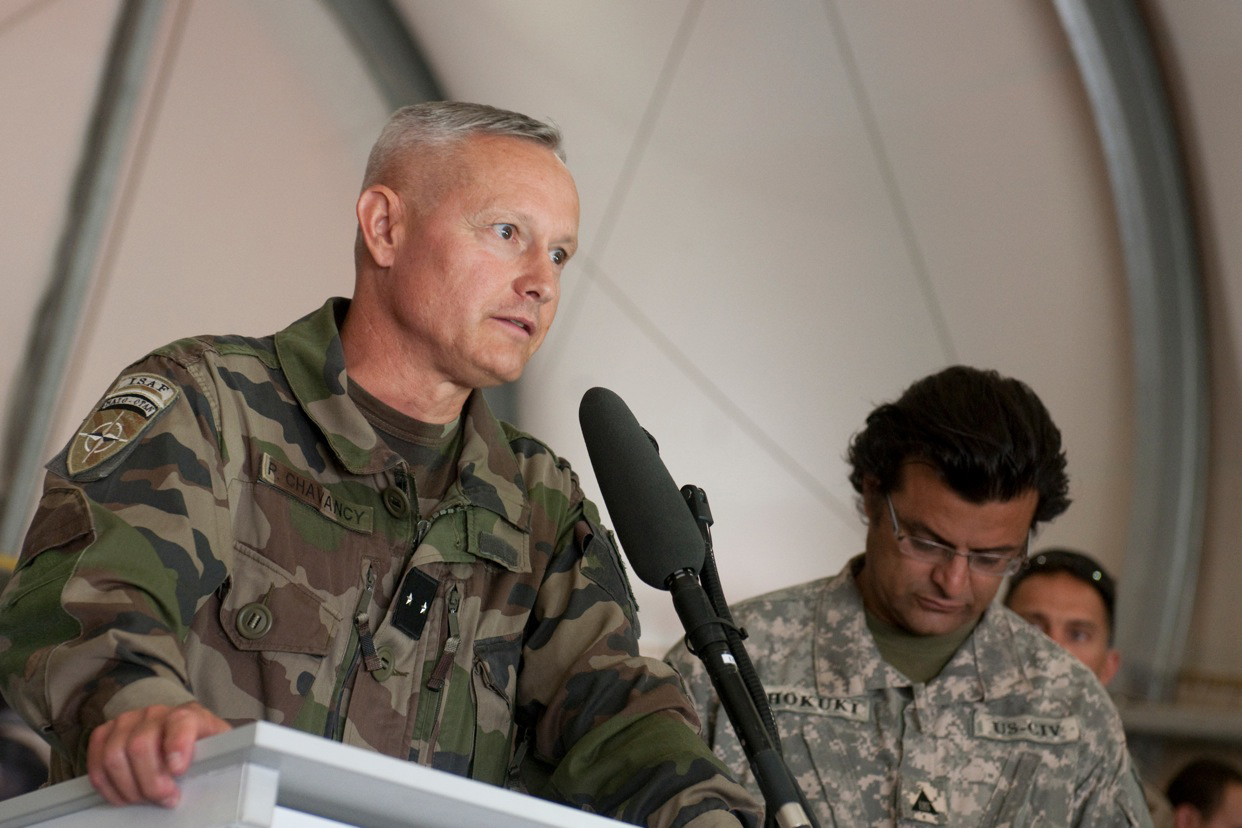
Le général Pierre Chavancy à la base Morales-Frazier le 13 septembre 2010.

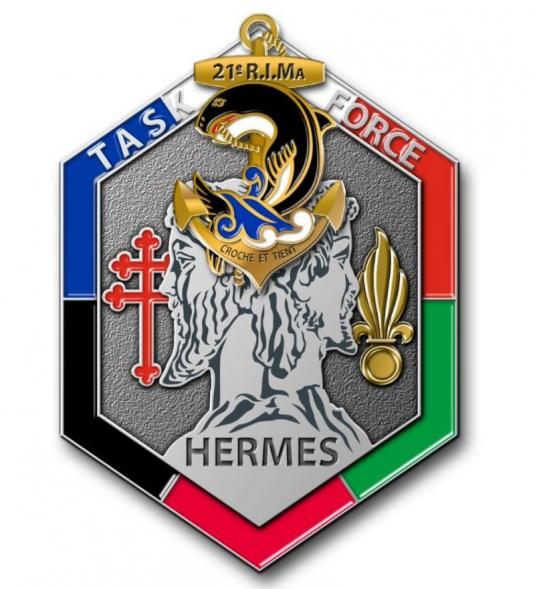
Insigne du d'infanterie marine. Task Force Hermès

| Composantes                                                                | Effectifs   | Équipements / Notes                                                                                          |
| -------------------------------------------------------------------------- | ----------- | --- |
| # État-Major                                                               | 100 environ | Commandé par le général Pierre Chavancy Provient majoritairement de la 3e BM                                 |
| # GTIA Surobi code Battle Group Bison                                      | 800 environ | Commandé par le colonel Jérôme Goisque                                                                       |
| 126e RI                                                                    | 463         | |
| Génie : 31e RG                                                             | nc          | |
| Artillerie : 68e RAA                                                       | 60          | |
| Sous groupement blindé : 35e RI et 1er RIMa                                | 40 et 80    | Respectivement sur VBCI et AMX-10 RC                                                                         |
| # GTIA Kapisa code Battle Group Hermès                                     | 850 environ | Commandé par le colonel de Mesmay                                                                            |
| 21e RIMa                                                                   | 530         | |
| Génie : 1er REG                                                            | nc          | |
| Artillerie : 3e RAMa                                                       | nc          | 4 Caesar, Mortiers de 120 mm                                                                                 |
| Sous groupement blindé : 35e RI et 1er REC                                 | nc          | Respectivement sur VBCI et AMX-10 RC                                                                         |
| # Bataillon d’hélicoptères (BATHELICO) code Task Force Mousquetaire        | 150 environ | Basé à l'aéroport international de Kaboul                                                                    |
| 5e RHC                                                                     | 70          | 3 EC-665 Tigre, 3 AS-532 Cougar                                                                              |
| 4e RHFS                                                                    | 20 - 30     | 2 EC-725 Caracal                                                                                             |
| 5e RHC                                                                     | 20 - 30     | 3 Gazelle Viviane                                                                                            |
| EH 1/67                                                                    | nc          | 1 EC-725 Caracal                                                                                             |
| CPA 20 / CPA 30                                                            | nc          | |
| # Bataillon de Commandement et de Soutien (BCS) code Battle Group Osterode | 500 environ | Commandé par le chef de corps du 503e régiment du train Basé au Camp de Warehouse                            |
| POMLT Escadron 11/3 de Rennes et Escadron 13/3 de Pontivy                  | 150         | 5 sites en Kapisa, en Surobi et à Mahmud-e-Raqi Une équipe à 50 est déployée à l'école Mazar-e-Charif (RC-N) |

### Mandat hiver 2010/2011
| Composantes                                                                      | Effectifs   | Équipements / Notes |
| -------------------------------------------------------------------------------- | ----------- | --- |

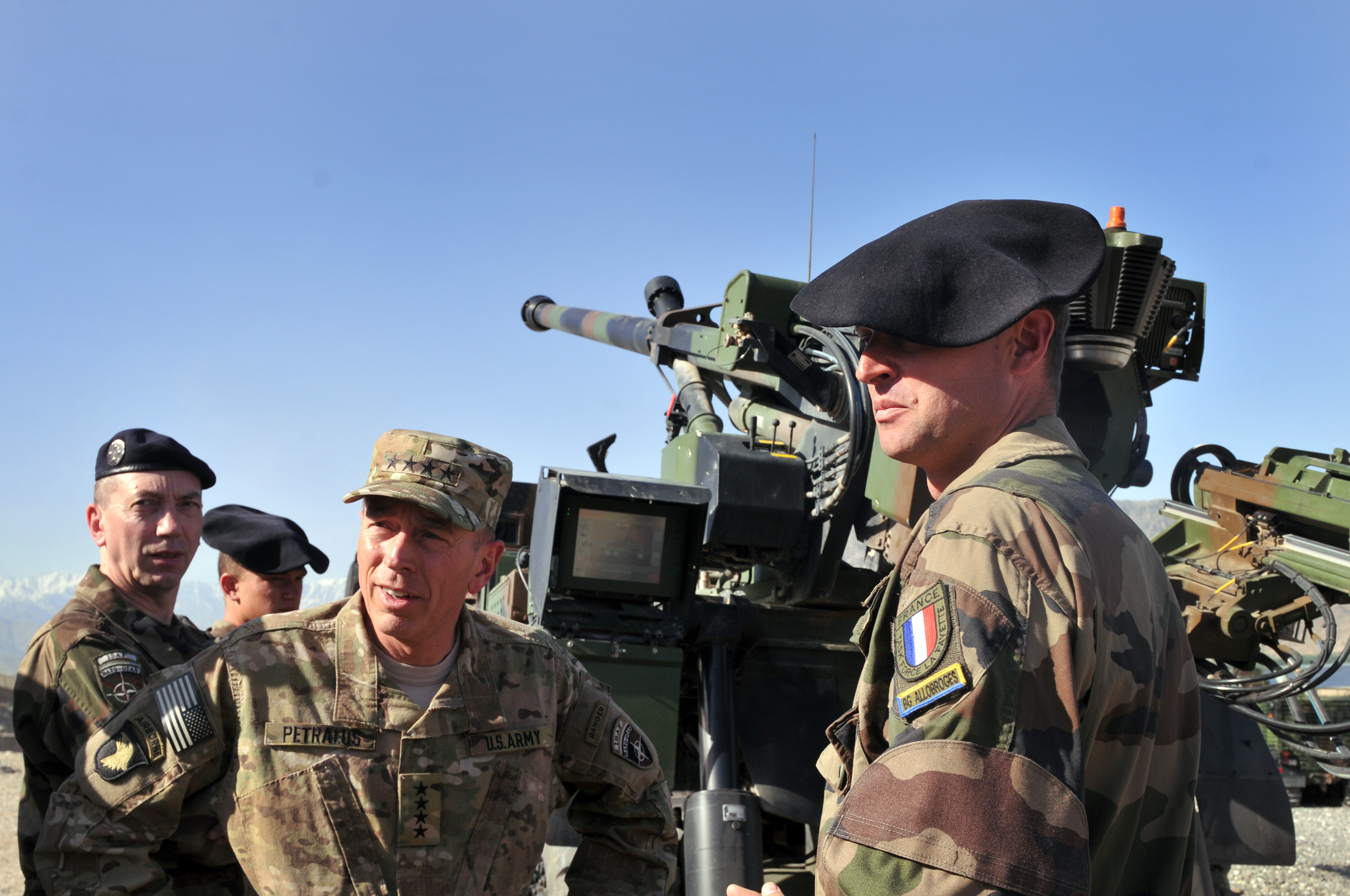
Le général David H. Petraeus avec des hommes du 7e bataillon de chasseurs alpins devant une pièce d'artillerie Caesar en avril 2011.

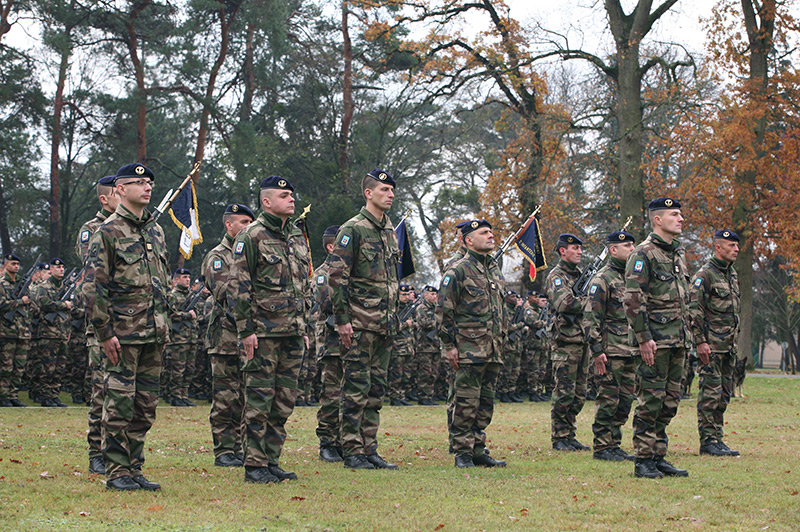
Cérémonie de création du battle-group Richelieu par le 2e régiment d'infanterie de marine

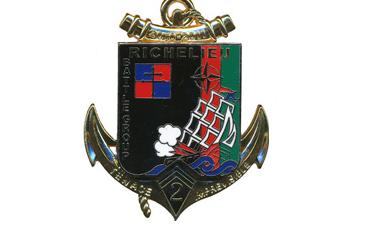
Insigne du Battle Group Richelieu.

| # État-Major                                                                     | 100 environ | Commandé par le général Jean-François Hogard Provient majoritairement de la 9e BLBMa Chef d'état-major, colonel Henry de Medlege |
| # GTIA Surobi code Battle Group Richelieu                                        | 800 environ | Commandé par le colonel Bruno Heluin. Dissout le 7 juillet 2011. 3 morts au combat.                                              |
| 2e RIMa                                                                          | 471         | |
| Génie : 6e RG et 132e BCAT                                                       | 100 environ | |
| Artillerie : 11e RAMa                                                            | 64          | 2 Caesar, Mortiers de 120 mm et de 81 mm                                                                                         |
| Sous groupement blindé : 92e RI et RICM                                          | 42 et 83    | Respectivement sur 4 VBCI et AMX-10 RC                                                                                           |
| # GTIA Kapisa code Battle Group Allobroges                                       | 800 environ | Commandé par le colonel Bruno Gardy 4 VAB VENUS, capables de transmettre par satellite tout en roulant                           |
| 7e BCA                                                                           | 470         | |
| Génie : 1er REG et 2e REG et 132e BCAT                                           | 100 environ | |
| Artillerie : 93e RAM                                                             | 80          | 4 Caesar, Mortiers de 120 mm et de 81 mm                                                                                         |
| Sous groupement blindé : 92e RI et 4e RCh                                        | 30 et 90    | Respectivement sur 4 VBCI et AMX-10 RC                                                                                           |
| # Bataillon d’hélicoptères (BATHELICO) code Task Force Mousquetaire              | 150 environ | Basé à l'aéroport international de Kaboul                                                                                        |
| 5e RHC                                                                           | 100         | 3 EC-665 Tigre, 3 Gazelle Viviane, 3 AS-532 Cougar                                                                               |
| 4e RHFS                                                                          | 20 - 30     | 2 EC-725 Caracal |
| EH 1/67                                                                          | nc          | 1 EC-725 Caracal |
| Commandos : PRB (Peloton de Reconnaissance et de Balisage) du 5e RHC             | nc          | |
| # Bataillon de Commandement et de Soutien (BCS) code Battle Group Niel           | 437         | Provient majoritairement du 3e RMAT Basé au Camp de Warehouse                                                                    |
| POMLT Escadron 25/7 de Saint-Étienne-lès-Remiremont et Escadron 23/7 de Sélestat | 150         | 5 sites en Kapisa, en Surobi et à Mahmud-e-Raqi Une équipe à 50 est déployée à l'école de Mazar-e-Charif et du Wardak            |

### Mandat été 2011
| Composantes | Effectifs                        | Équipements / Notes |
| --- | -------------------------------- | --- |
| # État-Major | nc                               | Commandé par le général Emmanuel Maurin puis à partir d'octobre 2011 par le général Jean-Pierre Palasset Provient majoritairement de la 11e BP |
| # GTIA Surobi code Battle Group Quinze-Deux                                                                     | 750-800 à l'origine 500 fin 2011 | Commandé par le colonel Lionel Jeand'Heur |
| 152e RI | nc                               | |
| Génie : 19e RG                                                                                                  | nc                               | |
| Artillerie : 3e RAMa                                                                                            | nc                               | |
| Sous groupement blindé : 35e RI et 1er RCH                                                                      | nc                               | Respectivement sur VBCI et AMX-10 RC |
| # GTIA Kapisa code Battle Group Raptor                                                                          | 900 environ                      | Commandé par le colonel Renaud Sénétaire |
| 1er RCP | 650                              | |
| Génie : 17e RGP                                                                                                 | nc                               | |
| Artillerie : 35e RAP                                                                                            | nc                               | |
| Sous groupement blindé : 35e RI et 1er RHP                                                                      | nc                               | Respectivement sur VBCI et AMX-10 RC |
| # Bataillon d’hélicoptères (BATHELICO) code Task Force Mousquetaire 3e RHC, 5e RHC, 4e RHFS, EH 01/067 Pyrénées | 150 environ                      | Basé à l'aéroport international de Kaboul 3 EC-665 Tigre, 4 Gazelle Viviane, 3 AS-532 Cougar, 3 EC-725 Caracal                                 |
| # Bataillon de Commandement et de Soutien (BCS)                                                                 | 450 environ                      | Basé au Camp de Warehouse Commandé par le chef de corps du 511e RT                                                                             |

## Environnement
Plusieurs unités françaises, implantées dans ou à proximité de la zone d'action de la brigade La Fayette, travaille en étroite collaboration avec celle-ci.
| Composantes                                                 | Effectifs | Équipements / Notes |
| ----------------------------------------------------------- | --------- | --- |
| # OMLT 201e corps de l'ANA                                  | 330       | Une équipe à 70 est chargée de l'Opération Epidote à Kaboul 20 membres des forces spéciales instruisent à la "Commando School" de Kaboul |
| 4 OMLT Infanterie et 1 appui                                | 250       | Basées en Kapisa et Surobi |
| 1 OMLT commandement et 1 logistique                         | 80        | Basées à Pol-E-Charki (RC-C) |
| POMLT Escadron 12/2 de Bouliac et Escadron 13/2 de Marmande | 150       | 5 sites en Kapisa, en Surobi et à Mahmud-e-Raqi Une équipe à 50 est déployée à l'école Mazar-e-Charif (RC-N)                             |
| État-Major                                                  | 20        | Basé au Camp de Warehouse |
| # Détachement de drones EED 1/330 « Adour »                 | 50        | 3 drones Harfang, basés à Bagram, rapatrié début 2012.                                                                                   |

À noter que les effectifs des gendarmes chargés de la formation de la police afghane ne sont pas comptés dans les effectifs des militaires français en Afghanistan car ils ne relèvent ni de l'Operation Enduring Freedom, ni de l'ISAF mais d'une autre mission à caractère policier.